# Милош Радивојевић
Милош „Миша“ Радивојевић (Чачак, 3. новембар 1939) српски је режисер и сценариста.

## Биографија
Гимназију је учио у Шапцу, Чачку и Београду. Студирао је и филозофију. Дипломирао је на ФДУ на првој класи филмске режије код професора и познатог филмског режисера Александра Саше Петровића играним средњометражним филмом Адам и Ева 66.
У периоду од 1961. до 1969. године пекао је занат као помоћник редитеља код познатог филмског режисера Пурише Ђорђевића.
На филму дебитује 1969. као самостални редитељ драмом Бубе у глави.
Режирао је до сада 17 дугометражних играних филмова, као и већи број документарних и играних ТВ филмова.
За РТС је режирао драмску серију од 32 епизоде по сценарију Гордана Михића Горе доле (1996 - 1997) и мини серију у 6 наставака Жмурке.
У припреми је нов филм који би требало да говори о страдањима на Голом отоку под радним насловом Острво на дну.
Снимања треба да крену на јесен 2020 ако дозволе епидемиолошки услови на локацијама у Србији и Црној Гори.
Био је члан новина Видик у периоду 1961 - 1965, уметнички директор Авала филма 1987 - 1990, предавач филмског сценарија на ФДУ 1999 - 2005, учествовао у формирању мајсторских класа режије од 1995 на БК Универзитету (данашњи Универзитет уметности).
Професор сценарија на ФДУ Цетиње.
Живи и ради на релацији Београд - Херцег Нови.

## Награде
- Медаља Златни лав за филм Бубе у глави из 1970
- Награда за филм Тестамент у Напуљу 1975 Сребрна сирена
- Златна, Сребрна и Бронзана арена на фестивалу у Пули за Живети као сав нормалан свет (1982), Снови, живот, смрт Филипа Филиповића (1980), Бубе у глави (1970).
- Три Цидалка (Унескова награда за ширење културе путем филма) за филмове Бубе у глави, Живети као сав нормалан свет и Чавка
- Часопис “International film Guide” прогласио је филм Квар из 1978 за седми један од најбољих филмова снимљених у свету
- Бронзана палма у Валенсији за филм Чавка из 1988
- Две златне и једна сребрна мимоза на фестивалу филмске режије у Херцег Новом за наслове: Чавка, Ни на небу ни на земљи, Одбачен
- Две треће награде на фестивалу филмског сценарија у Врњачкој Бањи за Снови, живот, смрт Филипа Филиповића и Одбачен
- Награда на филмском фестивалу у Палићу Александар Лифка
- Више од 10 награда ФИПРЕСЦИ за своје филмове

## Написана сценарија
- 1970. - Бубе у глави
- 1975. - Тестамент
- 1978. - Квар
- 1980. - Снови, живот, смрт Филипа Филиповића
- 1981. - Дечко који обећава
- 1988. - Чавка
- 2007. - Одбачен

## Филмографија
| Год.        | Назив                                | Жанр | Награда |
| ----------- | ------------------------------------ | ---- | ------- |
| 1970        | Бубе у глави                         |      |         |
| 1972        | Без речи                             |      |         |
| 1975        | Тестамент                            |      |         |
| 1978        | Квар                                 |      |         |
| 1978        | Ноћ од паучине (ТВ филм)             |      |         |
| 1980        | Снови, живот, смрт Филипа Филиповића |      |         |
| 1981        | Дечко који обећава                   |      |         |
| 1982        | Живети као сав нормалан свет         |      |         |
| 1984        | Уна                                  |      |         |
| 1985        | Карловачки доживљај 1889 (ТВ филм)   |      |         |
| 1988        | Чавка                                |      |         |
| 1992        | Увод у други живот                   |      |         |
| 1992        | Девојка са лампом(ТВ филм)           |      |         |
| 1994        | Ни на небу ни на земљи               |      |         |
| 1996 - 1997 | Горе доле                            |      |         |
| 2005        | Буђење из мртвих                     |      |         |
| 2007        | Одбачен                              |      |         |
| 2011        | Како су ме украли Немци              |      |         |
| 2019        | Жмурке (серија)                      |      |         |
| /--/        | Острво на дну                        |      |         |